# رحمت‌الله صدیق سروستانی
رحمت‌الله صدیق سروستانی (۱۸ فروردین ۱۳۲۷ در سروستان -۷ اردیبهشت ۱۳۹۲ در تهران) جامعه‌شناس ایرانی و استاد فقید گروه جامعه‌شناسی دانشکده علوم اجتماعی دانشگاه تهران بود. پژوهش‌های او در حوزه آسیب‌شناسی اجتماعی، روش تحقیق، تربیت بدنی، نابرابری اجتماعی و جامعه‌شناسی صنعتی است.

## آموزش
صدیق سروستانی دوره کارشناسی و کارشناسی ارشد را در دانشگاه شیراز و دوره دکترای جامعه‌شناسی را در دانشگاه اوهایوی ایالات متحده آمریکا گذرانده بود.

### تالیف
- رحمت‌الله صدیق سروستانی: آسیب‌شناسی اجتماعی (جامعه‌شناسی انحرافات اجتماعی)، تهران: سمت، چاپ دوم 1385، 263 صفحه. شابک ‎۹۷۸۹۶۴۵۳۰۵۳۰۵
- رحمت‌الله صدیق سروستانی: آسیب‌شناسی اجتماعی (جامعه‌شناسی انحرافات اجتماعی)، تهران: آن، 1383، 260 صفحه. شابک ‎۹۷۸۹۶۴۸۰۶۵۳۸۱
- رحمت‌الله صدیق سروستانی، محمود رجبی، سیدمحمد سلیمان پناه، اکبر میرسپاه: درآمدی به جامعه‌شناسی اسلامی: مبانی جامعه‌شناسی، تهران: سمت، 400 صفحه. شابک ‎۹۷۸۶۰۰۰۲۰۵۲۳۲
- رحمت‌الله صدیق سروستانی: ما و دختران امروز، رویکردی جامعه‌شناختی، تهران: ایتا، ۱۳۸۳، 132 صفحه. شابک ‎۹۷۸۹۶۴۸۱۰۴۱۵۸
- رحمت‌الله صدیق‌سروستانی، عباس قیصری: جامعه‌شناسی صنعتی، تهران: سمت، 1392، 224 صفحه. شابک ‎۹۷۸۹۶۴۵۳۰۸۳۲۰
- رحمت‌الله صدیق سروستانی: جامعه‌شناسی شهری، تهران: علمی، 1391، 252 صفحه، شابک ‎۹۷۸۹۶۴۴۰۴۲۱۰۲
- رحمت‌الله صدیق‌سروستانی، محمدباقر مقدسی، وحید طلوعی، محمد فرجیها، سیرمحمدحسین سرکشیکیان: پیشگیری از جرم با رویکرد جامعه‌شناختی، تهران: معاونت آگاهی ناجا، 1388، 382 صفحه. شابک ‎۹۷۸۶۰۰۵۰۸۹۹۶۷

### ترجمه
- ارل رابینگن، مارتین واینبرگ: رویکردهای نظری هفتگانه در بررسی مسائل اجتماعی، ترجمه رحمت‌الله صدیق سروستانی، تهران: انتشارات دانشگاه تهران، 1382، 320 صفحه. شابک ‎۹۷۸۹۶۴۰۳۴۷۷۷۵
- جری آر. توماس، جک کی. نلسون: روش تحقیق در تربیت بدنی (جلد 2)، ترجمه رحمت‌الله صدیق سروستانی، تهران: سمت، 1392، 784 صفحه. شابک ‎۹۷۸۹۶۴۵۳۰۸۷۸۸
- دیانا بایندر: قهرمان زندگی خود باشید، نه قربانی آن، ترجمه رحمت‌الله صدیق سروستانی، تهران: نسل نواندیش، 1395، 216 صفحه. شابک ‎۹۷۸۹۶۴۲۳۶۶۸۰۴
- گری والتون: فراتر از پیروزی، حکمت‌های جاویدان مربیان بزرگ، ترجمه رحمت‌الله صدیق سروستانی، تهران: کمیته ملی المپیک جمهوری اسلامی ایران، ۱۳۸۲، 312 صفحه. شابک ‎۹۷۸۹۶۴۹۲۵۴۳۴۰
- مایکل باندز: نظریه اجتماعی شهری (شهر، خود و جامعه)، ترجمه رحمت‌الله صدیق سروستانی، تهران: انتشارات دانشگاه تهران، 1390، 432 صفحه. شابک ‎۹۷۸۹۶۴۰۳۶۱۵۳۵
- ویلیام مورگان، کلاوس وی میر، آنجلا جی اشنایدر: اخلاق در ورزش، ترجمه محسن بلوریان، سیدمحمدحسین رضوی، رحمت‌الله صدیق سروستانی (ویراستار)